# Zé Teixeira

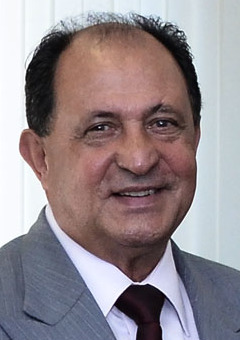
Zé Teixeira

José Roberto Teixeira (6 de março de 1940, Guanambi-BA), mais conhecido como Zé Teixeira, é um político brasileiro eleito deputado estadual de Mato Grosso do Sul pelo DEM. É o primeiro secretário da Assembleia Legislativa de Mato Grosso do Sul.
É proprietário rural e mantém propriedades nos municípios de Caarapó, Amambai, Juti e Porto Murtinho. É deputado estadual desde 1995 e atualmente está no seu sexto mandato.